# К Фурию
«К Фурию» — условное название стихотворений римского поэта Гая Валерия Катулла, включённых в состав посмертного сборника («Книги Катулла Веронского») под номерами 23 и 26. Здесь поэт обращается к своему знакомому (по одной из версий, близкому другу) Фурию и насмехается над его бедностью. В стихотворении № 23 он прибегает к ироническим парадоксам, использовавшимся стоиками и киниками, в стихотворении № 26 пишет, что дом Фурия много раз заложен.
Судя по одному из соседних стихотворений, причиной для насмешек стала ревность поэта: Фурий отбил у него мальчика по имени Ювенций.
Иногда адресата стихотворения отождествляют с поэтом Марком Фурием Бибакулом.